# 바네사 브라운
버네사 브라운(Vanessa Brown, 1928년 3월 24일 ~ 1999년 5월 21일)은 미국의 배우이다.

## 영화
- 유령과 뮤어 부인
- 사랑아 나는 통곡한다 (1949년 영화)
- 배드 앤 뷰티
- 밀라 (2012년)